# 秋山恕卿
秋山恕卿（日语：／ Akiyama Chikanori / Akiyama Jokō，1850年7月26日—1921年9月18日）是幕末时期犬山藩的藩士，明治时期的内务省官僚，明治、大正时期的实业家、官选县知事。其名字有时也被写成。

## 经历
秋山恕卿的父亲是尾张国的士族秋山善吾。恕卿为家中次子，于安政四年十二月（1858年）继承了家督地位。
明治二年（1869年）就任犬山藩录事。后加入明治政府，历任弹正台少巡查、和歌山县警察部部长、和歌山县书记官、兵库县书记官及内务部长等职务。
1896年12月，就任福岛县知事。任内努力应对经济危机。1897年4月，调任山口县知事。期间配合府县制的实施，举行了县议会议员选举，并招集新当选议员召开临时县议会。1899年1月13日，被免去知事职务，同月31日，受政府劝告辞职。
秋山恕卿后转向商界，靠担任兵库县书记官期间的人脉关系，成为兵库仓库株式会社的常务董事。此后历任东本愿寺审计局局长、神户凑川整修株式会社社长、神户鱼鸟蔬菜市场株式会社社长、关西马匹改良株式会社社长、神户电气铁道株式会社董事、兵庫電氣軌道株式会社董事、鸣尾赛马俱乐部会长等职务。在此期间，他参与了湊川整治工程、兵库运河开凿工程、神户市立图书馆的建设以及鼓励马匹改良等工作。

## 荣誉
- 1897年（明治30年）12月28日 - 勋四等瑞宝章[11]

## 脚注
1. 1 2  『新編日本の歴代知事』852頁。
2. 1 2  『新編日本の歴代知事』214頁。
3. ↑  『人事興信録』第3版、あ133頁。
4. ↑  『大阪朝日新聞』1921年9月21日朝刊、8面、「死亡広告」。
5. 1 2  『人事興信録』第3版、あ133頁。
6. 1 2 3  「秋山恕郷特旨叙位ノ件」
7. ↑  『官報』第4659号、明治32年1月14日。
8. ↑  『官報』第4673号、明治32年2月1日。
9. ↑  「非職山口県知事秋山恕郷外一名願免ノ件」
10. ↑  『財界名士失敗談 下巻』85-89頁。
11. ↑  『官報』第4350号「叙任及辞令」1898年1月4日。